# Еркін-Шахар
Еркен-Шахар (ног. Еркін-Шахар — «Вільне місто», карач.-балк. Эркин-Шахар, кабард. Эркин-Щыхьэр
, абаз. Эркин-ШахӀар) — селище (раніше, з 1962 року, селище міського типу), адміністративний центр утвореного в 2007 році Ногайського району  Карачаєво-Черкесії, а також Еркін-Шахарського сільського поселення.

## Географія
Селище розташоване на лівому березі Кубані, при впаданні в неї Малого Зеленчука, на кордоні республіки з Ставропольським краєм, за 13 км на північний захід Черкеська, за 25 км на південь від Невинномиська. Однойменна залізнична станція на гілці Невинномиська — Джегута.

## Населення
Населення — 4184 осіб.
Національний склад
На 2002 рік:
- Ногайці — 1778 чол. (42,8%),
- Росіяни — 1402 чол. (33,8%),
- Черкеси — 286 чол. (6,9%),
- Абазини — 173 чол. (4,2%),
- Карачаївці — 81 чол. (2%),
- Українці — 60 чол. (1,4%),
- Греки — 31 чол. (0,7%),
- Інші національності — 341 чол. (8,2%).

## Економіка
У селищі розташований Еркен-Шахарський цукровий завод.

## Російська православна церква
- Церква преподобного Серафима Саровського[2]